# 韋克菲爾德鎮區 (內布拉斯加州迪克森縣)
韋克菲爾德鎮區（英語：Wakefield Township）是位於美國內布拉斯加州迪克森縣的一個行政鎮區。

## 地方資料
韋克菲爾德鎮區的面積為93.11平方千米，當中陸地面積為92.99平方千米，而水域面積為0.12平方千米。根據2020年美國人口普查的數據，當地共有人口1399人，而人口密度為每平方千米15.03人。